# Neogale
Neogale J. E. Gray, 1865 è un genere di mammiferi della famiglia dei Mustelidi (Mustelidae). Originario delle Americhe, è diffuso dall'Alaska alla Bolivia; le specie ascritte al genere sono note collettivamente come «donnole del Nuovo Mondo».

## Tassonomia
Le specie di questo genere venivano classificate in passato nei generi Mustela e Neovison, ma molti studi avevano riscontrato che alcune specie americane di Mustela, così come entrambe quelle di Neovison, costituissero un clade monofiletico distinto da tutti gli altri membri della sottofamiglia Mustelinae. Uno studio del 2021 ha rilevato che questo clade si è discostato da Mustela durante il Miocene superiore, tra 13,4 e 11,8 milioni di anni fa, e che tutte le specie ascritte ad esso sono più strettamente imparentate tra loro che con qualsiasi altra specie di Mustela; esso, elevato al rango di genere a sé, ha ricevuto il nome Neogale, originariamente coniato da John Edward Gray. Successivamente l'American Society of Mammalogists ha convalidato il cambiamento.
|  | \| \| Neogale africana \| \| \| \| \| \| Neogale felipei \| \| \| \| |
|  |                                                                      |
|  | Neogale frenata                                                      |
|  |                                                                      |
|  | Neogale africana                                                     |
|  |                                                                      |
|  | Neogale felipei                                                      |
|  |                                                                      |

|  | Neogale africana |
|  |                  |
|  | Neogale felipei  |
|  |                  |

|  | Neogale vison      |
|  |                    |
|  | † Neogale macrodon |
|  |                    |

|  | \| \| Neogale africana \| \| \| \| \| \| Neogale felipei \| \| \| \| |
|  |                                                                      |
|  | Neogale frenata                                                      |
|  |                                                                      |
|  | Neogale africana                                                     |
|  |                                                                      |
|  | Neogale felipei                                                      |
|  |                                                                      |

|  | Neogale africana |
|  |                  |
|  | Neogale felipei  |
|  |                  |

|  | Neogale vison      |
|  |                    |
|  | † Neogale macrodon |
|  |                    |

|  | \| \| Neogale africana \| \| \| \| \| \| Neogale felipei \| \| \| \| |
|  |                                                                      |
|  | Neogale frenata                                                      |
|  |                                                                      |
|  | Neogale africana                                                     |
|  |                                                                      |
|  | Neogale felipei                                                      |
|  |                                                                      |

|  | Neogale africana |
|  |                  |
|  | Neogale felipei  |
|  |                  |

|  | Neogale vison      |
|  |                    |
|  | † Neogale macrodon |
|  |                    |

|  | \| \| Neogale africana \| \| \| \| \| \| Neogale felipei \| \| \| \| |
|  |                                                                      |
|  | Neogale frenata                                                      |
|  |                                                                      |
|  | Neogale africana                                                     |
|  |                                                                      |
|  | Neogale felipei                                                      |
|  |                                                                      |

|  | Neogale africana |
|  |                  |
|  | Neogale felipei  |
|  |                  |

|  | Neogale vison      |
|  |                    |
|  | † Neogale macrodon |
|  |                    |

### Specie
Al genere vengono ascritte cinque specie, una delle quali estintasi recentemente:
- Neogale africana (Desmarest, 1818), la donnola dal ventre rigato, originaria del bacino amazzonico;
- Neogale felipei (Izor e de la Torre, 1978), la donnola colombiana, endemica delle Ande di Colombia ed Ecuador;
- Neogale frenata (H. Lichtenstein, 1831), la donnola dalla lunga coda, diffusa dal Canada meridionale alle Ande e al bacino amazzonico settentrionale;
- † Neogale macrodon (Prentiss, 1903), il visone marino, che viveva nelle Province marittime (Canada) e nel New England (Stati Uniti);
- Neogale vison (von Schreber, 1776), il visone americano, originario dell'America del Nord ma introdotto in Europa, Giappone, Cile e Argentina.